# Fechterstellung
Die Fechterstellung ist ein Begriff aus der Medizin, der eine charakteristische, an den Stand eines Fechters erinnernde Körperhaltung bezeichnet.

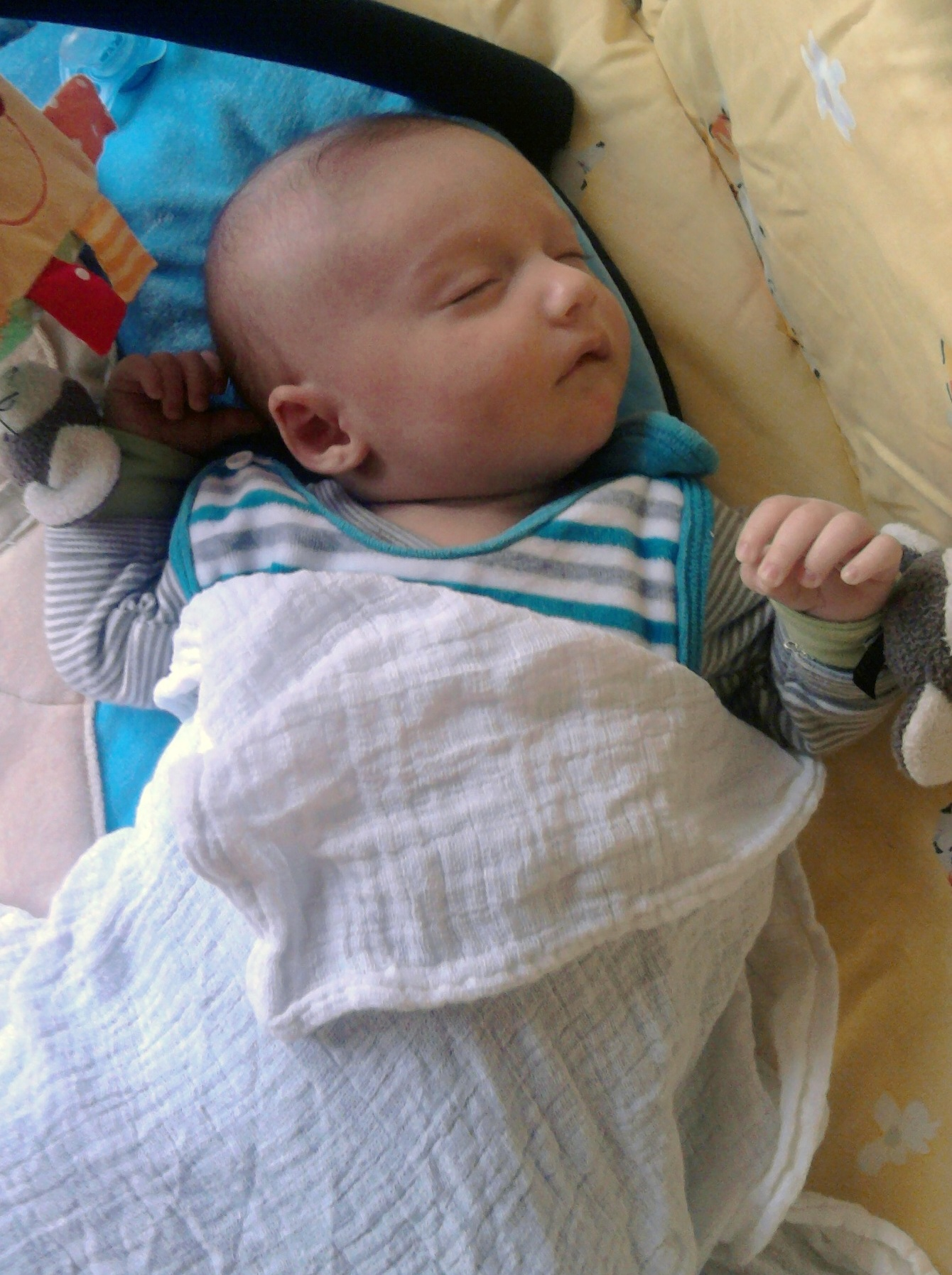
Ein 8 Wochen alter Säugling

## Körperhaltung
In der Fechterstellung ist der Kopf zu einer Seite rotiert, befindet sich also in Seitenlage. Die Extremitäten der Gesichtsseite sind gestreckt, die der Hinterhauptsseite befinden sich in Beugestellung. Außerdem ist auf der Gesichtsseite eine eher geöffnete, auf der Hinterhauptsseite eine eher geschlossene Faust zu beobachten.

## Klinische Relevanz

### Kinderheilkunde
In der Pädiatrie gilt die Fechterstellung beim Säugling als ein physiologisches Phänomen, das die neuronale Entwicklung repräsentiert und etwa ab der 4. und bis zur 8. Woche nach der Geburt zu beobachten ist. Die Abgrenzung zum pathologischen asymmetrisch-tonischen Nackenreflex (ATNR) erfolgt durch die Rotationskomponente des Schulter- sowie Hüftgelenks. Bei der Fechterstellung befinden sich diese in Außenrotation sowie die Wirbelsäule in einer symmetrischen Stellung. Die Auslösung dieser Körperhaltung ist durch eine passive (von außen zugefügte) Drehung des Kopfes in Rückenlage möglich.

### Neurologie
In der Neurologie kann die unwillkürliche, nicht immer sofort auflösbare Einnahme der Fechterstellung auf einen persistierenden (also länger als physiologisch üblich anhaltenden) asymmetrisch-tonischen Nackenreflex (ATNR) hinweisen. Dies kann zu Defiziten in der Bewegungskoordination (vor allem zu einem schlecht ausgebildeten und automatisierten Kreuzmuster) führen. Weiterhin sind, durch die mit dem ATNR verbundene Tonusreaktion auch eine unphysiologische Stifthaltung (Tendenz zum Verkrampfen der Schreibhand) und eine defizitäre Graphomotorik häufige Auswirkungen. Sekundär kommt es, durch ein schlecht automatisiertes Kreuzmuster, häufiger zu Defiziten in den Wahrnehmungsbereichen und kognitiven Leistungen, welche mit Kreuzmuster verbunden sind (z. B. dichotische Hörleistungen, Sprachstruktur, Strukturleistungen insgesamt, also auch Alltagsstruktur, Handlungsplanung etc.).

### Rechtsmedizin
Beim Tod durch Verkohlung kann es durch eine generelle Kontraktion der Muskulatur, bei der die kräftiger ausgebildeten Beugemuskeln (Flexoren) überwiegen, zur Einnahme der Fechterstellung kommen, die den Rechtsmedizinern Hinweise auf die Todesursache geben kann.